# Hệ thống định vị Bắc Đẩu
Hệ thống định vị Bắc Đẩu (giản thể: 北斗导航系统; phồn thể: 北斗導航系統; bính âm: Běidǒu dǎoháng xìtǒng hay giản thể: 北斗卫星导航系统; phồn thể: 北斗衛星導航系統; bính âm: Běidǒu wèixīng dǎoháng xìtǒng) là một dự án của Trung Quốc phát triển một hệ thống vệ tinh định vị độc lập. Tên gọi này có thể đề cập một hoặc cả hai thế hế hệ thống định vị của Trung Quốc.
Hệ thống Bắc Đẩu đầu tiên, chính thức được gọi là "Hệ thống thử nghiệm định vị vệ tinh Bắc Đẩu", hay được gọi là "Bắc Đẩu 1", bao gồm 3 vệ tinh và có giới hạn bao trả và các ứng dụng. Nó đã được cung cấp dịch vụ chuyển hướng chủ yếu cho các khách hàng ở Trung Quốc và từ các vùng lân cận từ năm 2000.
Thế hệ thứ hai của hệ thống, được gọi là Compass hay Bắc Đẩu 2, sẽ là một hệ thống định vị vệ tinh toàn cầu bao gồm 35 vệ tinh, vẫn còn đang được tạo dựng. Nó đã hoạt động với phạm vi toàn Trung Quốc trong tháng 12 năm 2011. Theo kế hoạch hệ thống sẽ cung cấp dịch vụ cho khách hàng trong khu vực châu Á-Thái Bình Dương vào năm 2012 và các hệ thống toàn cầu sẽ được hoàn thành vào năm 2020, sau khi sở hữu 35 vệ tinh.
Các nhà thiết kế chính của hệ thống định vị Bắc Đẩu là Tôn Gia Đống. Bắc Đẩu tương thích với hệ thống định vị GPS của Mỹ, hệ thống Galileo của châu Âu và hệ thống GLONASS của Nga. Nó cho phép người sử dụng định vị chính xác trong phạm vi 10 m, đo tốc độ từ 200 cm/giây trở lên và cung cấp thông tin về thời gian với sai số chỉ là 2 phần trăm triệu giây.
Một báo cáo do giới chức Trung Quốc công bố cho thấy dịch vụ của Bắc Đẩu đã được sử dụng rộng rãi trong các lĩnh vực giao thông, đánh bắt hải sản trên biển, dự báo thời tiết, giám sát các công trình thủy điện, giảm nhẹ thiên tai. Nhóm thiết kế Bắc Đẩu dự đoán nó sẽ tạo ra một thị trường dịch vụ định vị có trị giá tới 63 tỷ USD trong khoảng thời gian từ nay tới năm 2020.